# Castillo de Aulencia
El castillo de Aulencia se localiza en el término municipal de Villanueva de la Cañada, en la Comunidad de Madrid (España). Junto a su enclave surgió la desaparecida aldea de Villafranca del Castillo, que actualmente da nombre a una urbanización de lujo. De ahí que también sea conocido como castillo de Villafranca.
Se alza sobre el cerro Horcajo, situado cerca de la confluencia de los ríos Aulencia, corriente de la que toma su nombre, y Guadarrama. Este paraje constituye una de las áreas de mayor valor ecológico del Parque Regional del curso medio del río Guadarrama y su entorno, espacio natural protegido creado en 1999.
El edificio se encuentra en estado de ruina progresiva, si bien se conserva gran parte de la estructura original. Es de propiedad privada. En sus cercanías está el Centro Europeo de Astronomía Espacial (ESAC) de la Agencia Espacial Europea (ESA).

## Historia
El castillo podría tener un origen musulmán. Aunque no existe abundante documentación al respecto, cabe suponer que fue residencia del jefe árabe de la zona, al que tributaban todos los pueblos del entorno.
Las primeras referencias escritas son muy posteriores. Se sabe que en el siglo XIV su propietario era García Fernández, y que en el siglo XV pasó a manos de Alfonso Álvarez de Toledo, noble al servicio de Juan II de Castilla. En 1450 aparece citado como fortaleza en un documento fechado en la ciudad de Madrid.
En 1455 Juan II libró al lugar de tasas y estableció que la fortificación y el pequeño caserío surgido a sus pies llevasen el nombre de Villafranca del Castillo, que hoy se aplica a una urbanización de chalets.
En este mismo siglo, los Núñez de Toledo, descendientes de los Álvarez de Toledo, emprendieron obras de ampliación en el edificio y levantaron un doble muro alrededor de su núcleo principal.
Hasta prácticamente el siglo XIX, no vuelve a haber referencias escritas sobre el castillo. En 1813, en el testamento del Marqués de Gelo y Santamarca, se describe el lugar como una zona despoblada.
Posteriormente pasó a manos del marqués de Sotomayor. En 1844 su hija hizo inventario del paraje que, según sus reseñas, constaba de un caserío, unos viñedos, un chaparral y unos campos, valorados en 1.329.850 reales. En 1868, el marqués vendió las tierras, dadas sus dificultades económicas para mantenerlas.
En 1880 el castillo fue adquirido por Fernando Puig y Gilbert, y en 1918, por la familia Ballesteros, sus actuales propietarios. En todo este tiempo, sirvió de habitación para el guarda de la finca.
Durante la guerra civil, el edificio fue utilizado como refugio de una brigada de soldados soviéticos que apoyaban al ejército republicano durante la batalla de Brunete, disputada en julio de 1937. El edificio fue bombardeado por las tropas del ejército nacional.

## Características

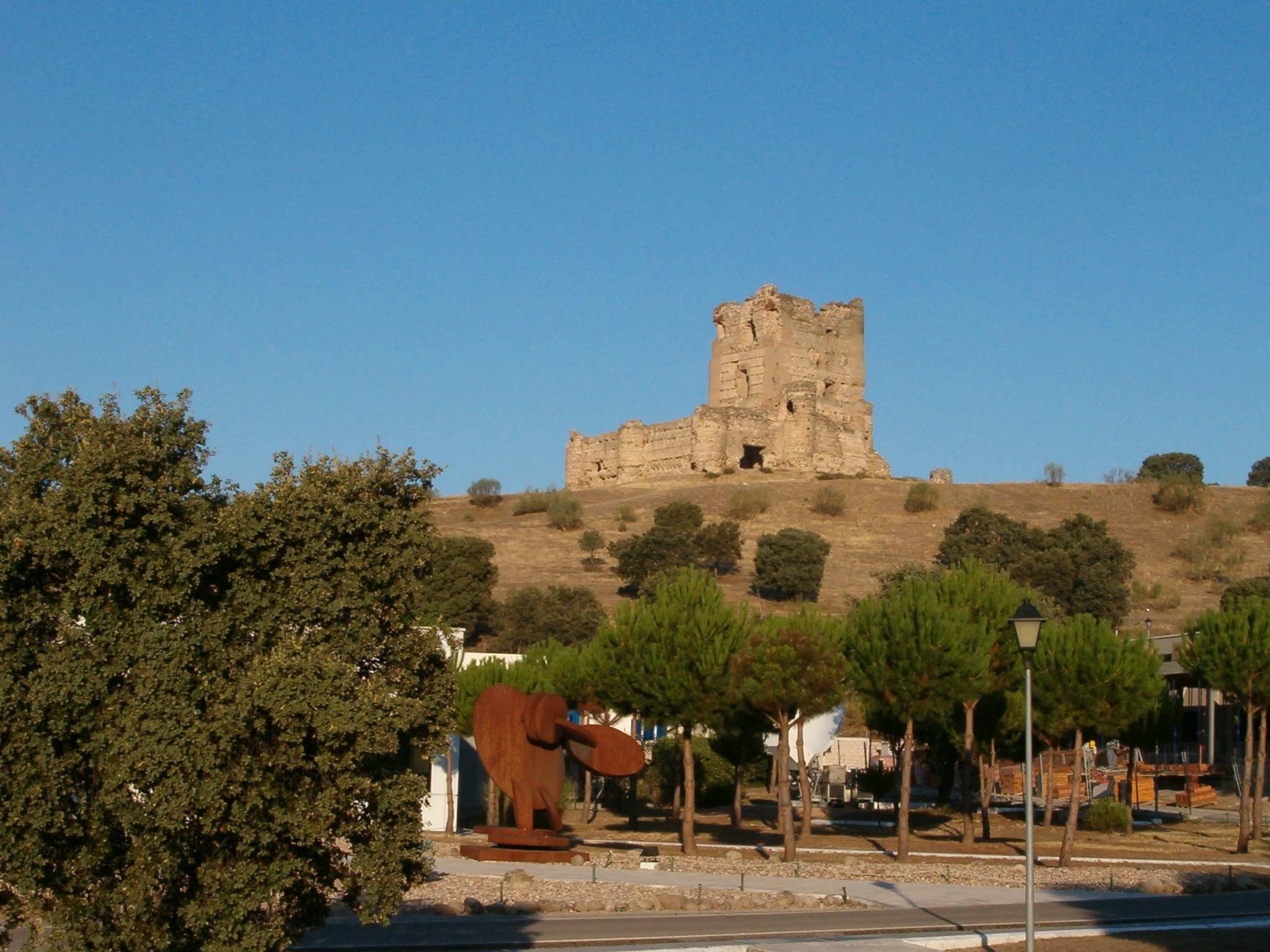
El Castillo de Aulencia visto desde el Centro Europeo de Astronomía Espacial.

Sus características arquitectónicas son parecidas a las de otras fortificaciones de la época, que aún se conservan en distintos puntos de Castilla. Particularmente, guarda similitudes con el castillo de Jadraque, en la provincia de Guadalajara.
El edificio es de pequeñas dimensiones. Está formado por un cuerpo principal, alrededor del cual se extiende una barbacana exterior.
El núcleo principal es de planta cuadrada, de unos 25 metros de lado. Su elemento más destacado es la torre del homenaje, de más de 20 metros de alto, que se halla adosada a una de las esquinas de la construcción. Ocupa prácticamente la cuarta parte del conjunto y consta de varios pisos, de los cuales solo es accesible el inferior, dado el estado de ruina progresiva en el que se encuentra. Esta planta baja se compone de dos salas abovedadas, comunicadas entre sí, con entradas al patio de armas.
Además de la torre del homenaje, aún se mantienen en pie ocho torres cilíndricas, repartidas entre los vértices y los centros de los cuatro lados del edificio principal. Los muros del núcleo principal poseen un grosor de un metro y medio y aproximadamente seis metros de altura.
El recinto interior está compuesto por habitaciones sencillas, sin ornamentación. Existen, además, algunas estancias subterráneas.